# Roberto Repole
Roberto Repole (Torí, 29 de gener de 1967) és un cardenal italià, arquebisbe catòlic i teòleg, des del 19 de febrer de 2022 arquebisbe metropolità de Torí i bisbe de Susa.

## Biografia
Va néixer a Torí el 29 de gener de 1967, fill de Concetta Mancuso, originària de Corleone i Vito Repole , originari de Rapone i antic regidor d'agricultura i comerç del consistori municipal de Druento als anys vuitanta.

### Formació i ministeri sacerdotal
Criat al poble de Forvilla de Givoletto, va cursar l'escola primària i secundària a Druento. Va completar els seus estudis secundaris al seminari menor, obtenint un diploma de batxillerat clàssic a l'escola secundària salesiana Valsalice el 1986, després va estudiar filosofia i teologia al seminari arxiepiscopal de Torí i va obtenir el batxillerat en teologia a la branca paral·lela de Torí de la Facultat Teològica del Nord d'Itàlia el 1992 . Va continuar els seus estudis de teologia sistemàtica a la Pontifícia Universitat Gregoriana de Roma, obtenint la llicenciatura el 1998 i el doctorat el 2001.
El 13 de juny de 1992 va rebre l'ordenació sacerdotal de mans del cardenal Giovanni Saldarini, sent incardinat com a sacerdot de l'arxidiòcesi de Torí.
Posteriorment va ser vicari parroquial de 1992 a 1996, professor de teologia sistemàtica a la branca paral·lela de Torí de la Facultat de Teologia del Nord d'Itàlia i de l'Institut Superior de Ciències Religioses de la mateixa ciutat des de 1996, després canonge de l'església reial de San Lorenzo a Torí des de 2010, president de l'Associació Teològica italiana de 2011 de Torí la Facultat de Teologia del Nord d'Itàlia i col·laborador pastoral de la parròquia de Santa Maria della Stella a Druento. També és membre del Consell d'Administració de l'Agència d'Avaluació i Promoció de la Qualitat de les Universitats i Facultats Eclesiàstiques (AVEPRO) de la Santa Seu des de l'any 2016.
A nivell diocesà va ser coordinador de la pastoral universitària i membre de la comissió ecumènica durant cinc anys, assistent eclesiàstic diocesà del Moviment Eclesial de Compromís Cultural (MEIC) i membre del consell presbiteral. També va servir com a ajudant eclesiàstic dels escoltes catòlics de Torí (Agesci Zona Torino), en particular per als educadors de la branca R/S.
Amb motiu del cinquè aniversari de l'elecció del papa Francesc, Repole va editar la sèrie "La teologia del papa Francesc", una sèrie d'11 volums d'anàlisis de teòlegs. El papa emèrit Benet XVI, cridat a escriure una contribució, va expressar la seva sorpresa per la inclusió del teòleg Peter Hünermann que, segons ell, havia atacat ferotgement la seva autoritat docent com a papa.

### Ministeri episcopal
El 19 de febrer de 2022, el papa Francesc el va nomenar 95è arquebisbe metropolità de Torí i bisbe de Susa, unint així les dues seus in persona episcopi; va succeir a Cesare Nosiglia i Alfonso Badini Confalonieri respectivament , tots dos es van retirar en arribar al límit d'edat.
És el primer natural de Torí a ser nomenat arquebisbe des del nomenament d'Agostino Richelmy el 1897.
El 7 de maig següent va rebre l'ordenació episcopal, davant la catedral de San Giovanni Battista de Torí, de mans de l'arquebisbe Cesare Nosiglia, amb Marco Arnolfo, arquebisbe metropolità de Vercelli, i Alfonso Badini Confalonieri, bisbe emèrit de Susa com a co-consagradors ; al mateix temps prengué possessió de l'arxidiòcesi. L'endemà va prendre possessió de la diòcesi de Susa a la catedral de San Giusto.
El 29 de juny del mateix any, solemnitat dels sants Pere i Pau, va rebre el pal·li del papa Francesc a la basílica de Sant Pere del Vaticà, que li va ser imposat pel nunci apostòlic Emil Paul Tscherrig el 23 d'octubre següent.
El Consell Episcopal Permanent de la Conferència Episcopal Italiana, reunit a Matera del 20 al 22 de setembre de 2022 , el va nomenar membre de la Comissió Episcopal per a l'Educació Catòlica, les Escoles i les Universitats.
El 5 d'octubre de 2022 va ser elegit vicepresident de la Conferència Episcopal Piemontesa.

### Cardenalat
Durant l'Àngelus del 6 d'octubre de 2024, el papa Francesc va anunciar la seva creació com a cardenal en el consistori del 7 de desembre següent.
L'11 de gener de 2025 va ser nomenat membre del Dicasteri per a la Doctrina de la Fe.

## Heràldica
Blasonatge

Vermell, una banda d'or, carregada amb tres claus de negre col·locades en la mateixa direcció.
Descripció
El camp de l'escut és vermell per indicar l'amor profund del Pare que lliura el seu Fill Unigènit al món fins al vessament de la seva sang.
La banda, present a l'escut, és de color daurat, que és el primer dels metalls i, per tant, és una referència a la fe, primera de les virtuts, a través de la qual es pot entendre el misteri de la Redempció.
Els 3 claus, col·locats per sobre de la banda daurada, són una referència a la Passió de Jesús i, en conseqüència, també al Sant Sudari, conservat a la catedral de Torí.
Lema
El lema de l'arquebisbe Repole és "Christus tradidit seipsum pro me" , que en llatí significa "Crist es va lliurar per mi", i és extret de la Carta als Gàlates de Sant Pau.

| Ja no soc jo qui visc; és Crist qui viu en mi. La vida que ara visc en el cos, la visc gràcies a la fe en el Fill de Déu, que em va estimar i es va entregar ell mateix per mi. -Ga 2,20 | Vivo autem iam non ego, vivit vero in me Christus; quod autem nunc vivo in carne, in fide vivo Filii Dei, qui dilexit me et tradidit seipsum pro me. |

## Obres
- Chiesa, pienezza dell’uomo. Oltre la postmodernità: G. Marcel e H. de Lubac, Glossa, Milano, 2002, ISBN 88-7105-147-5.
- Il pensiero umile. In ascolto della Rivelazione, Città Nuova, Roma 2007, ISBN 88-3113-292-X.
- Seme del Regno. Introduzione alla Chiesa e al suo mistero, Esperienze, Fossano (CN) 2008, ISBN 88-8102-185-4.
- Il gusto del pensiero, Dehoniane, Bologna 2009, ISBN 88-1060-505-5.
- L'umiltà della Chiesa, Qiqajon, Magnano (BI) 2010, ISBN 88-8227-309-1.
- Come stelle in terra. La Chiesa nell'epoca della secolarizzazione, Cittadella, Assisi (PG) 2012; traduzione francese: Ėglise synodale et démocratie. Quelles institutions ecclésiales pour aujourd'hui? (traduit de l'italien par Jean-Marie Faux et par Paul Gilbert), Lessius, Namur-Paris 2016.
- Dono, Rosenberg & Sellier, Torino, 2013.
- Gesù e i suoi discepoli. Educare con stile, Messaggero, Padova 2013.
- La vita cristiana, San Paolo, Cinisello Balsamo (MI) 2013.
- Chiesa, Cittadella, Assisi (PG) 2015.
- Il sogno di una Chiesa evangelica. L'ecclesiologia di papa Francesco, LEV, Città del Vaticano 2017 (traduzioni: inglese, spagnola, portoghese).
- La Chiesa e il suo dono. La missione fra teo-logia ed ecclesiologia, Queriniana, Brescia 2019.
- Il dono dell'annuncio. Ripensare la Chiesa e la sua missione, San Paolo, Cinisello Balsamo (MI) 2021.
- M. Gronchi-R. Repole, Il dolce stil novo di papa Francesco, Messaggero, Padova 2015.
- Cozzi-R. Repole-G. Piana, Papa Francesco. Quale teologia? Postfazione di G. Ravasi, Cittadella, Assisi 2016; traduzione portoghese, Papa Francisco. Que teologia? posfácio de G. Ravasi, Paulinas, Prior Vehlo 2017.
- F. Ardusso, La fede provata, Effatà, Cantalupa (TO) 2006. A cura di V. Danna-R. Repole.
- Associazione Teologica Italiana, Il corpo alla prova dell'antropologia teologica, Glossa, Milano 2007. A cura di R. Repole.
- Associazione Teologica Italiana, Eucaristia e logos annunciato. Una chiave interpretativa, Glossa, Milano 2014. A cura di R. Repole-F. Scanziani.
- Associazione Teologica Italiana, «Ogni uomo vedrà la salvezza di Dio» (Lc 3,6). Sulla soteriologia cristiana, Glossa, Milano 2017. A cura di R. Battocchio-R. Repole.
- Commentario ai documenti del Vaticano II, volumi 1÷8, a cura di S. Noceti e R. Repole, Dehoniane. Bologna 2014-2020.
- La sinodalità nella vita e nella missione della Chiesa. Commento a più voci al Documento della Commissione teologica internazionale A cura di P. Coda-R. Repole, Dehoniane, Bologna 2019.
- Siamo sempre discepoli-missionari. Quali conversioni per evangelizzare oggi? A cura di R. Repole, Dehoniane, Bologna 2017.
- Gridare il Vangelo con la vita. Forme pratiche di annuncio. A cura di F. Ceragioli-R. Repole, Dehoniane, Bologna 2020.